# Štefa Jurkić
Štefa Jurkić (Cazin, 26. prosinca 1896. – Livno, 28. studenog 1971.) bila je hrvatska i bosanskohercegovačka spisateljica.

## Životopis
Rođena je u Cazinu od oca Emanuela, suca i Čeha porijeklom, i majke Olge. Osnovnu školu završila je u Bijeljini, a Višu djevojačku u Sarajevu. Godine 1914. postala je učiteljicom francuskog jezika, a uz francuski studirala je i njemački u Grazu. Godine 1913. upoznala je Gabrijela Jurkića, a 1917. za njega se i udala.
Štefa je bila posve prožeta vjerskim i to katoličkim duhom, a posebno je bila očarana duhom dominikanskog reda. Stoga ne treba čuditi što je u 40. godini života (1935.), u dogovoru sa suprugom, pokušala postati redovnicom dominikanskog samostana u njemačkom mjestašcu Crausen kod Triera. Ipak, redovnički način života je za nju bio pretežak i vratila se u Sarajevo, gdje je s mužem živjela sve do prelaska u Livno.
Godine 1956. Gabrijel i Štefa, u dogovoru s goričkim gvardijanom, dolaze živjeti u južno krilo franjevačkog samostana na Gorici kod Livna i tu provode dane u tišini i miru, daleko od javnosti. Štefa Jurkić je preminula 28. studenog 1971. i pokopana je na groblju Svetog Mihovila u Gorici.

## Književni rad
Ozbiljni književni privijenac Štefe Jurkić jest legenda Jairova kći objavljena u Hrvatskoj prosvjeti 1923. godine. U periodu od 1923. do 1940. godine gospođa Jurkić je, možemo reći, jedna od najplodnijih i najvrijednijih hrvatskih katoličkih spisateljica uopće. Surađivala je barem u 32 glasila, u književnim revijama, dječjim časopisima, te u popularnim obiteljskim listovima i kalendarima koji su izlazili diljem Hrvatske i Bosne. Kako je širok raspon glasila u kojima se Jurkićeva javljala, tako je širok i krug tema i žanra njezina pisanja. Teme su pretežno književnost, vjerski život, posebno život svetaca i svetica, problem obraćenja, čudo, razmatranje vjerskih tajni i slične.

### Radovi za djecu i vjerski sadržaji
Autorica je najpoznatija kao spisateljica proznih književnih djela prožetih toplinom ženskog srca ali i aristokracijom duha: to su romani, priče, posebno legende i životopisi svetaca. Sadržaje za njih najčešće je uzimala iz srednjovjekovne povijesti s priklonom na bosansku u kasnijem periodu svoga pisanja, a za legende je koristila biblijske, marijanske i franjevačke likove.
Štefa je ušla u hrvatsku katoličku književnost po legendama. Navest ćemo samo neke od njih, koje nisu tiskane u posebnoj knjizi Legenda u bojama, a to su Alej, Kleon i Parmenide, Amadea, Šimunova košnica, Kad je Gospa bila mala, Kako je Miriam prespavala svetu Noć, Kako se brat Pankracije svoje dobrote stidio i druge.
Naša spisateljica je s posebnom ljubavi i pozornošću pisala za djecu. Za njih je napisala romane Dobri duh trokatnice, Župnikov Ilija i njegova Šeherzada, te manje radove: Anđeli, Ave Maria, Bio je to anđeo. Također piše i romansirane životopise - Blažena Imelda Lambertini, namijenjen prvopričesnicima, i Nevidljiva kraljica, namijenjen mladeži od 15 do 16 godina.

### Drama, prikazi, hagiografije
Za određene prigode spisateljica je napisala i neke dramske tekstove: Blaženi Nikola Tavelić (drama u tri čina), Imelda (igrokaz u četiri čina), Jukićev rastanak s Bosnom (dramska slika).
Nešto češće, a ipak ne baš često, bavila se i prikazivanjem pojedinih književnih djela i likova spisatelja. Prikazala je djela: Alekse Kokića, Klasovi pjevaju; Ive Lendića, Angelusi. Pisala je također i radove o piscima Pjesnik poniznosti (fra Gašpar Bujas), Sida Košutić i njezino djelo, Svećenik uvijeke (nadbiskupu Šariću prilikom 50 – godišnjice), Hans Christian Andersen.
Štefa se okušala i u hagiografiji, pisanju života svetaca. Uz dvije posebne knjige, Blažena Imelda Lambertini i Sveta Katarina Sijenska napisala je i brojne kraće životopise svetaca: Ozane Kotorske, svetog Ivana od Križa, oca Karl-Maria Schillinga, svete Margarete Kotorske, Terezije Avilske, svetog Pavla, svetog Petra, svetog Jeronima i dr.
Navođenjem ovih radova ušli smo već u područje autoričinog duhovnog književnog stvaranja. Surađujući u Duhovnom životu gđa. Jurkić je pisala i razmatranja o nekim vjerskim temama kao: I riječ je tijelom postala, Ja Katarina, službenica i ropkinja slugu Kristovih, Korizmena vizija, U hostiji kao i u nebu i druge.

### Romani
Štefa je također napisala i roman Dvije krune iz doba Nikole Tavelića, a ulomak iz njega Popuhnul je tihi vjetar, objavljen je u Kalendaru svetog Ante 1941. godine.
Prvu samostalnu knjigu Štefe Jurkić izdalo je godine 1927. Kolo hrvatskih književnika Legenda u bojama i druge priče i pripovijetke, a prvi njen roman Čipke Društvo svetog Jeronima u Zagrebu 1929. godine. Katolička kritika manje je pozornosti posvetila romanu Petnaest tornjeva (Zagreb 1934., izdalo Društvo svetog Jeronima). Ovaj je roman preveden i na češki jezik.
Treći roman Štefe Jurkić zove se Plašt malog križara. I ovaj roman je izašao u češkom prijevodu.
Zadnja objavljena knjiga Štefe Jurkić je Nevidljiva kraljica (povijesne priče iz bosanske Hrvatske)

## Djela
Nepotpun popis:
- Legende u bojama i druge priče i pripovijetke (1927.)[1]
- Čipke (roman, 1929.)[2]
- Blažena Imelda Lambertini (hagiografijska proza, 1929., 2021.)[3]
- Petnaest tornjeva (roman, 1933., 1998.)[4]
- Sveta Katarina Sijenska (hagiografijska proza, 1934., 2021.)[5]
- Plašt malog križara (roman, 1939.)[6]
- Nevidljiva kraljica (pripovijetke, 1941., 1995.)[7]

## Povezano
- Eugenija Šah Knopfaro
- Sida Košutić

## Vanjske poveznice
Mrežna mjesta
- Legenda u bojama i druge priče i pripovijetke
- Čipke
- Blažena Imelda Lambertini